# Jueces de Castilla

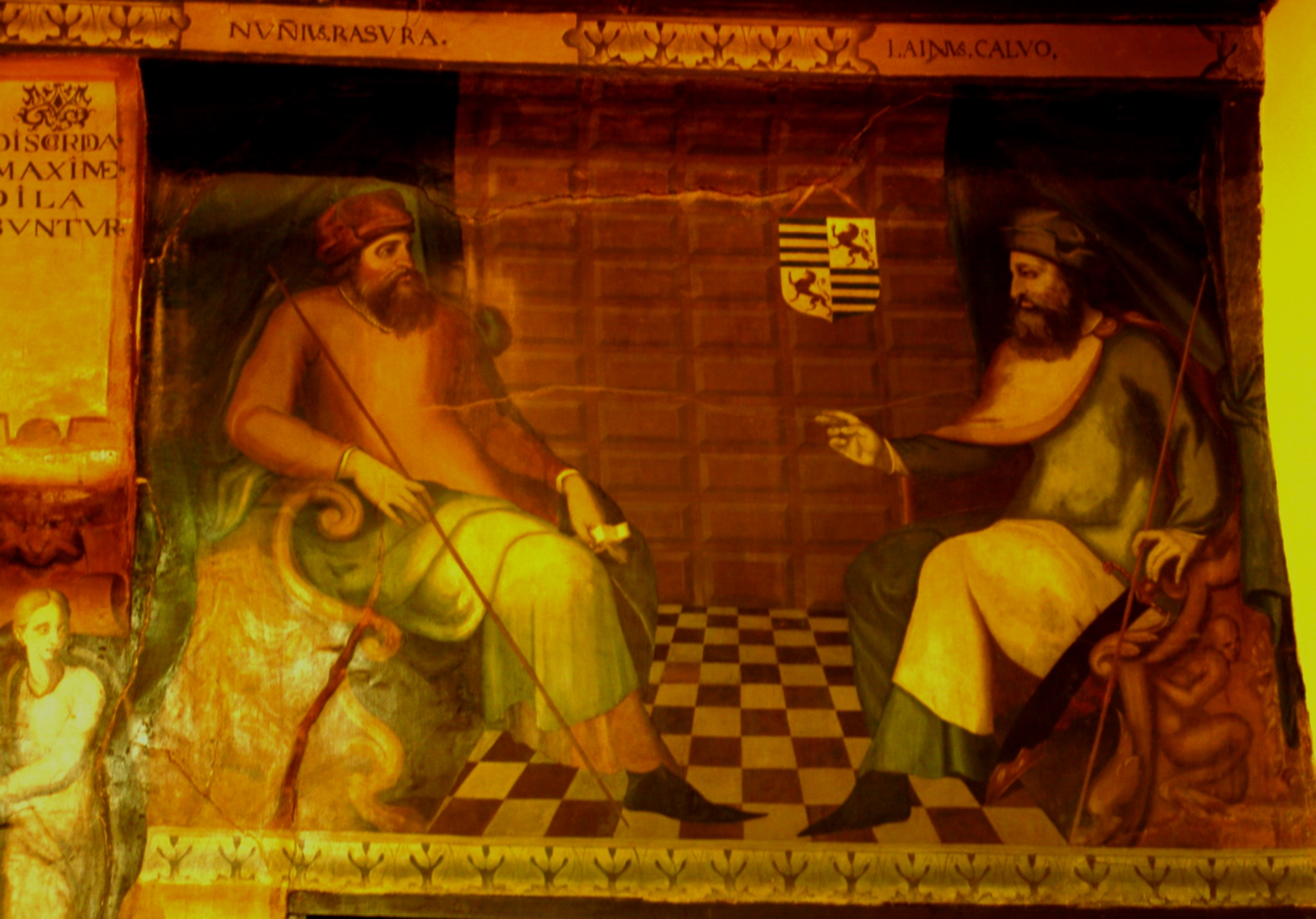
Pintura representativa donde figuran los Jueces de Castilla, Arco de Santa María, Burgos.

Los jueces de Castilla son dos figuras legendarias del Condado de Castilla, que los castellanos elegirían en teoría en el s. IX como jueces propios para resolver sus pleitos, evitando así acudir a la corte leonesa. Supuestamente, los castellanos se resistirían así a concurrir a León para solucionar sus conflictos conforme al Liber Iudiciorum, debido a la lejanía de esta y la complejidad del texto. Esta teórica independencia legislativa de Castilla fue un mito legendario creado en realidad varios siglos después (en el siglo XIII) para legitimar el poderío de Castilla frente a León en un momento en el que, recién creada la Corona de Castilla y recién unificados los antiguos reinos de León y Castilla (1230), era necesario justificar la supremacía castellana con argumentos pseudohistóricos.

## Origen

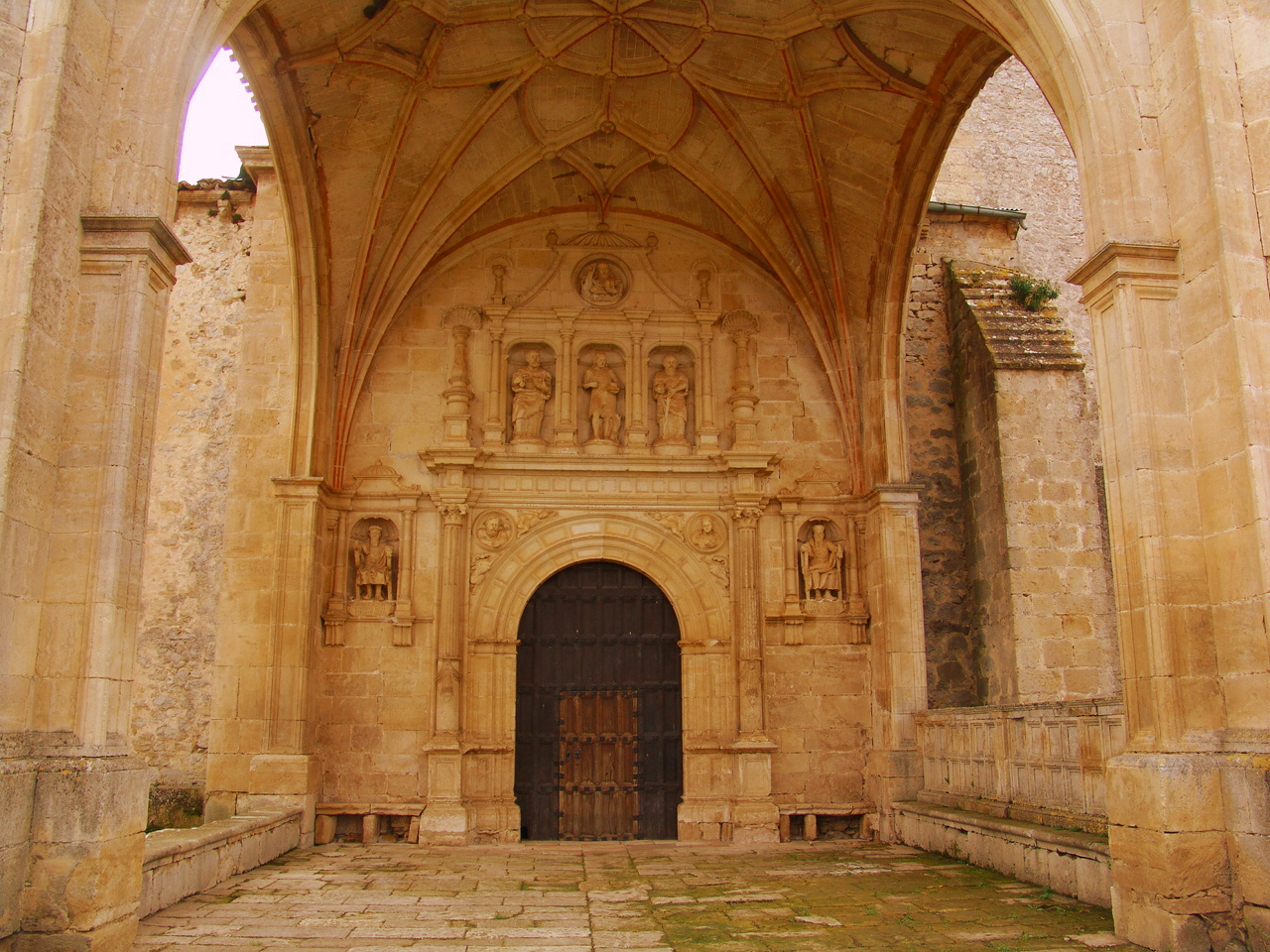
Portada de la iglesia de San Juan Bautista de Bisjueces, estatuas de los Jueces de Castilla.

En el año 920, cuando era rey de Galicia (910–924) y León (914–924), Ordoño II sufrió la derrota de Valdejunquera. El monarca atribuyó el desastre a la negativa de los magnates castellanos de acompañarle en la guerra de Navarra y se propuso castigarlos con máximo rigor. Los cuatro condes más poderosos de la época eran Nuño Fernández, Fernando Ansúrez, Abolmondar Albo y su hijo Diego. Sabedor Ordoño de que los cuatro se hallaban reunidos en Burgos, los invitó a una conferencia en Tejares, a orillas del río Carrión, adonde acudieron sin desconfianza. Allí los tomó presos y los condujo a León, donde los ejecutó.

## Cometido
Indignados los castellanos por esta acción y no pudiendo levantarse en armas acordaron proveer por sí mismos su gobierno, eligiendo entre los nobles dos magistrados, uno civil y otro militar, con el nombre de Jueces, para recordarles que su misión era de hacer justicia y no la de oprimir a los pueblos con su autoridad, o menoscabar su libertad.
Estos jueces ejercieron su oficio basándose en los usos y costumbres de Castilla (juicio o fuero del albedrío) y sus sentencias se denominaron fazañas. Juzgaban a la manera de los visigodos y en esta forma de semirrepública se erigió Castilla hasta que se convirtió en un condado independiente.

## Dos primeros jueces
Para este honroso cargo fueron nombrados en el año 842 los dos primeros jueces castellanos: Nuño Rasura y Laín Calvo, quienes según la tradición, crónicas y obras literarias posteriores (como el Poema de Fernán González) eran antepasados directos de Fernán González (en el caso de Rasura) y del Cid Campeador (en el de Calvo). Tal parentesco está apoyado únicamente en documentos literarios y no tiene aval histórico cierto.

Et los Castellanos que vivían en las montañas de Castiella, faciales muy grave de yr à Leon porque era muy luengo, è el camino era luengo, è avian de yr por las montañas, è quando allà llegagan asoverviavan los Leoneses, è por esta raçon ordenaron dos omes buenos entre si los quales fueron estos Muño Rasuella, è Laín Calvo, è estos que aviniesen los pleytos porque non oviesen de yr à Leon, que ellos no podian poner Jueçes sin mandado del Rey de Leon. Et ese Muñyo Rasuella era natural de Catalueña, è Laín Calvo de Burgos, è usaron asi fasta el tiempo del Conde Ferrant Gonçalvez que fue nieto de Nuño Rasuella.
Tit. Por qual raçon los fijosdalgo de Castiella tomaron el fuero de Albedrío.

## Quema delLiber
Tras la independencia del condado, en tiempos de Fernán González, y la subsecuente liberación de la autoridad leonesa, los castellanos quemaron los ejemplares del Liber Iudiciorum en Burgos y designaron alcaldes en las diversas comarcas para que juzgaran conforme al sistema del albedrío (juicio del albedrío).

## Bisjueces
La tardía tradición sitúa el estrado de los dos famosos y primeros jueces castellanos, Laín Calvo y Nuño Rasura en el paraje de Fuente Zapata, en la localidad de Bisjueces en la Merindad de Castilla la Vieja.
En la antigua iglesia de San Andrés de Cigüenza se lee este epitafio: «Hic jacet Nunius, Rasura, judex Castellanorum».